# Биосинтез белка

Схема синтеза белка рибосомой

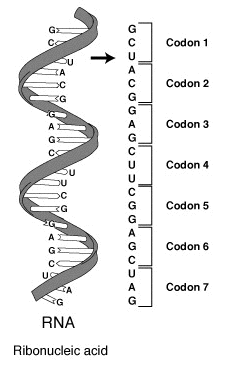
Последовательность кодонов в части молекулы мРНК. Каждый кодон состоит из трех нуклеотидов, обычно соответствующих единственной аминокислоте. Эта молекула мРНК указывает рибосоме синтезировать белок согласно данному генетическому коду.

Биосинтез белка — это многостадийный процесс синтеза и созревания белков, протекающий в живых организмах. В биосинтезе белка выделяют два основных этапа: синтез полипептидной цепи из аминокислот, происходящий на рибосомах с участием молекул мРНК и тРНК (трансляция), и посттрансляционные модификации полипептидной цепи. Процесс биосинтеза белка требует значительных затрат энергии.

## История изучения биосинтеза белка
В 1940-х годах белки рассматривались как ключевые вещества живых организмов, которые не только выполняют биохимические функции, но и участвуют в наследственной передаче информации. Однако механизм синтеза белка оставался тогда ещё чёрным ящиком. Одним из предполагаемых механизмов объяснялся концепцией обратного протеолиза, которая поддерживалась выдающимися биохимиками того времени Максом Бергманном и Джозефом Фрутоном. В 1940 году Торбьерн Касперссон и Джек Шульц разработали методы измерения поглощения нуклеиновых кислот в клетках под воздействием ультрафиолетового излучения, а также микроскопию клеток под воздействием ультрафиолета. Благодаря этой разработке они смогли определить, что образование белков связано с повышенным присутствием рибонуклеиновых кислот в определённых ядерных и цитоплазматических участках. Примерно в то же время Жан Браше и Раймонд Джинер и Хьюберт Шантренн пришли к аналогичным выводам на основе дифференциального окрашивания и расщепления тканей РНКазой in situ.
Между 1945 и 1950 годами был разработан метод меченых атомов (35S, 32P, 14C и 3H). Радиоактивные аминокислоты для тестирования животных и после включения метки в белки различных тканей. Первоначально использовали разные аминокислоты: цистеин и метионин, меченные серой, глицин, меченный углеродом, и лизин, меченный углеродом.

## Структура биосинтеза белков
Биосинтез делится на три этапа:
1. трансляция;
2. транскрипция;
3. сворачивание белков.

## Последовательность процессов синтеза полипептидной цепи белковой молекулы
1. Активация аминокислоты специфичным ферментом в присутствии АТФ с образованием аминоациладенилата
2. Присоединение активированной аминокислоты к специфичной тРНК с высвобождением аденозинмонофосфата (АМФ)
3. Связывание аминоацил-тРНК (тРНК, нагруженной аминокислотой) с рибосомами, включение аминокислоты в белок с высвобождением тРНК[2]

## Энергетика биосинтеза белка
Образование белка в живых клетках тесно связано с внешними условиями и внутриклеточными потребностями. Центральной проблемой в клеточной физиологии является определение стоимости производства белка и молекулярных процессов, ограничивающих биосинтез. Это особенно важно для понимания взаимосвязей между ростом клеток, делением клеток и размером клеток. Наиболее энергозатратным процессом при синтезе белка обычно считается трансляция. Большая часть клеточного пула гуанозинтрифосфата используется для полимеризации аминокислот, тогда как значительно меньшее количество энергии используется на другие процессы, включая транскрипцию и сворачивание белков.